# Ceuclum
Ceuclum, l'odierna Cuijk, era un insediamento romano nella provincia della Germania inferiore. Ceuclum è menzionato sulla Tavola Peutingeriana tra Blariacum (Hout-Blerick) e Noviomagi (Nimega).

## Storia
Ceuclum fu fondata intorno all'anno 50, durante il regno dell'imperatore Claudio, su una collina vicino al fiume Mosa, probabilmente dal generale romano Corbulone. In origine era una fortezza di legno (castellum) con recinzione di terra con pareti di palizzata e circondata da due o tre canali. Il forte era di 120 per 150 metri ed era presidiata da circa 500 soldati. C'era anche un insediamento di cittadini nel campo. Probabilmente il forte fu evacuato all'inizio dell'insurrezione batava del 69-70, per cui non fu distrutto. Dopo che la rivolta fu repressa, Ceuclum sembra essere stata abbandonata dall'esercito: quasi nessun reperto militare dopo 70 anni è stato ritrovato.
L'insediamento civile (vicus) aveva un'area di circa 10 ettari (100.000 m²). Sul sito del forte fu costruito un tempio romano (templum) di 16½ per 17½ metri. Una replica di questo edificio si trova nel parco tematico Archeon vicino ad Alphen aan den Rijn. Nel villaggio c'era un secondo tempio più piccolo e uno bagno pubblico.
Durante i regni dell'imperatore Costanzo Cloro e di suo figlio Costantino il Grande, il terreno tra il fiume Mosa ed il Reno fu rafforzata per assicurare i trasporti di grano sui fiumi. Qui fu costruito anche un nuovo forte a Ceuclum.

## Il ponte sulla Mosa diCeuclum
A Ceuclum c'era un ponte sulla Mosa, i cui resti furono ritrovati nel 1992. I pescatori sul fiume Mosa sapevano che nel XVIII secolo c'erano ostacoli nella Mosa all'altezza di Cuijk e si vedevano mucchi d'acqua molto bassi. Nel 1989 l'archeologo dilettante Joost van den Besselaar ha studiato il posto insieme alle unità subacquee dei Vigili del Fuoco di Cuijk. Durante le sue ricerche subacquee, scoprì che il fondo era cosparso di pezzi di pietra e pali. Ulteriori ricerche archeologiche hanno dimostrato che qui c'era un ponte romano sopra la Mosa. Sono stati trovati resti di sei pilastri del ponte. Alcuni dei frammenti del ponte ritrovati possono essere visitati al Museo Ceuclum di Cuijk.
Uno dei pali di legno su cui si ergevano i pilastri di pietra è risalente al 364. Poiché le date dei resti in legno variano ampiamente, è plausibile che il ponte sia stato spesso restaurato. Si presume che il ponte fosse in uso fino all'inizio del V secolo, perché tribù più recenti risalivano al 390. I resti sono stati abbastanza ben conservati ed hanno fornito una buona visione della costruzione del ponte. Pesanti pali di quercia a forma quadrata di 40 cm di spessore e lunghe da 2 a 3 metri con una punta di rinforzo in ferro battuto furono inserite nel letto della Mosa. I pilastri di fondazione furono costruiti in pietra calcarea. I blocchi di pietra erano interconnessi con punti metallici di ferro emersi, che venivano inseriti nei blocchi di pietra in scanalature precedentemente create per poi essere riempite con piombo.

## Scavi
Le ricerche archeologiche sul passato di Cuijk sono state condotte dal 1850, ma i primi grandi scavi furono eseguiti nel 1937 e nel 1948 da Albert van Giffen. Tra il 1964 e il 1966, la ricerca fu svolta da J.E. Bogaers e tra il 1989 e il 1993 furono esaminati i resti del ponte romano sulla Mosa. Nel 1997 una breve indagine archeologica è stata effettuata nel centro di Cuijk, nel luogo in cui è stato costruito il centro commerciale Maasburg. Sono stati trovati resti di edifici. Oltre a monete e a ceramiche, sono state trovate anche scarpe di cuoio romane del IV secolo di uno stile di scarpe che fino ad allora era stato conosciuto solo dalle immagini.